# Dotto linfatico destro
Il dotto linfatico destro è un condotto facente parte del sistema linfatico, che attraversa la parte destra della base del collo e può formarsi a destra per la confluenza dei tronchi linfatici giugulare e succlavio. È lungo 1-1,2 cm e sbocca in corrispondenza della giunzione giugulosucclavia destra. La scoperta di questa struttura è stata accreditata a Niels Stensen.